# Feás (Cariño)
Feás (llamada oficialmente San Pedro de Feás) es una parroquia española del municipio de Cariño, en la provincia de La Coruña, Galicia.

## Entidades de población
Entidades de población que forman parte de la parroquia:
- Adega (A Adega)
- A Lavandeira
- As Leiras
- Barral (O Barral)
- Casanova
- Condomiña
- Esteiro de Abaixo
- Esteiro de Arriba
- Lamestra[5] (A Lamestra)
- Outeiro (O Outeiro)
- O Penso
- Plantío (O Plantío)
- Rega[6] (A Rega)
- Rúa de Abaixo
- Rúa Nova
- San Pedro
- San Roque

## Demografía
| Gráfica de evolución demográfica de Feás entre 2000 y 2018 |
|                                                            |
| Datos según el nomenclátor publicado por el INE.           |